# Le Manipulateur (film)
Pour les articles homonymes, voir Le Manipulateur.
Pour plus de détails, voir Fiche technique et Distribution.
Le Manipulateur (African Story) est un film d'action-aventures italo-sud-africain réalisé par Marino Girolami et sorti en 1971. 

## Synopsis
Le chanteur populaire Rex Maynard part en vacances en emmenant la fille de son producteur Arnold Tiller en Afrique du Sud. Le puissant producteur organise un faux enlèvement de sa fille pour effrayer Rex, l'éloigner de sa fille et se faire de la publicité.

## Fiche technique
- Titre français : Le Manipulateur[1]
- Titre italien original : African Story[2]
- Réalisateur : Marino Girolami
- Scénario : Mike Conda, Eugene Walter et Ralph Anders d'après son roman.
- Photographie : Mario Fioretti (it)
- Montage : Franca Silvi
- Musique : Francesco De Masi
- Décors : Rudolf Andreas
- Maquillage : Susannah Davies, Renzo Francioni
- Production : Stanley Norman, Ralph Anders
- Société de production : Sirio Film, Atlantic Film Productions
- Pays de production :  Italie -  Afrique du Sud
- Langues originales : italien
- Format : couleur - Son mono - 35 mm
- Durée : 90 minutes
- Genre : film d'action-aventures
- Dates de sortie :
  - Italie : 21 octobre 1971
  - Afrique du Sud : 24 mars 1972

## Distribution
- Stephen Boyd : Arnold Tiller
- Sylva Koscina : Barbara Hayland
- Michael Kirner : Rex Maynard
- Marié du Toit (af) : Harriet Tiller
- Cobus Rossouw (af) : Murray
- Susan Kiel : Linda Tiller-Maynard
- Guido Lollobrigida (it) : Zack
- Ivano Staccioli : Florio
- Sergio Mioni : Buddy
- Roberto Chiappa (it) : Frank
- Christopher Galloway : Chris
- Lourens Schultz : L'agent de Murray
- Roger Scheibe :
- Franco Marletta :
- Rita Forzano (it) :